# Rina Soldevilla
Rina Soldevilla (Huasahuasi, provincia de Tarma,Perú, 27 de noviembre de 1964) es una escritora peruana conocida sobre todo por sus cuentos, poemas y novelas en español. Su obra ha sido traducida a numerosos idiomas, incluido el inglés.

## Trayectoria
Rina Soldevilla en Perú trabajó como bailarina y actriz de teatro se trasladó con su familia a los Estados Unidos, Nueva York. La obra de Soldevilla se centra en la narración tradicional de historias de miedo, a la manera de su país natal. Su obra ha sido bien acogida por la crítica y el público. Como escritora ha publicado Cuentos Extraordinarios, una colección de historias fantásticas de ficción, La flor de la Calabaza, Los ojos de Ignacio traducida además al inglés y Poemario. Además de Las Fábulas de Rina y su primera novela narrativa ha sido El Túnel. También ha recibido reconocimientos de instituciones como el Tauro College, la Asociación Latinoamericana de la Cultura A.L.A.C., la Editorial Nuevos Rumbos, el primer Festival Multicultural Itinerante de Poesía, The International Library of Poetry, el Peruvian Culture and Heritage Month Inc. La Revista Euterpe del Club Alianza Perú Inc., el Encuentro Literario¨ de Corona Community Library, Percy´s Production, FANAD del Perú Inc. y Peruvian American National Council.
Es activista por la mejora de su comunidad y en cada viaje a su país natal visita pueblos acerca lo necesario bien sean juguetes o alimentación, asimismo se define como

Una luchadora ecologista en defensa de los animales y contra la tala ilegal de árboles

La canción Rina, luz de estrella fue compuesta en su honor.

### Obra destacada
- 2001: Cuentos Extraordinarios[7]
- 2010: Los Ojos de Ignacio[8]
- 2017: La Cuna de mis Poemas[9]
- 2018: Cuentos extraordinarios[2]

## Premios y reconocimientos
- 2014: Outstanding Woman por El Diario de la Prensa de Nueva York[10]
- Ha sido distinguida como escritora líder de la comunidad en la Casa Blanca de Washington D. C.,[9] y la Medalla Mérito a su labor del Perú por el Centro Cultural New York.[6]